# فینا ایر
فینا ایر (به انگلیسی: Fina Air) یک شرکت هواپیمایی است. دفتر مرکزی فینا ایر در سان خوآن، پورتوریکو واقع شده‌است و قطب این شرکت هواپیمایی در فرودگاه بین‌المللی لوئیز مونز مارین قرار دارد.